# Žena-mačka
Žena-mačka (engl. Catwoman) je lik iz stripova o Betmenu (Batman) američke izdavačke kuće „DC Comics”. Stvorili su je autori stripa Bob Kejn (Bob Kane) i Bil Finger (Bill Finger) delimično inspirisani Kejnovom rođakom Rut Stil (Ruth Steel) i glumicom Džin Harlou (Jean Harlow).
Originalna i najpoznatija Žena-mačka, Selina Kajl (Selina Kyle), pojavila se u prvom broju Betmena (u proleće 1940. godine) samo pod imenom Mačka. U svom prvom pojavljivanju ona je provalnik sa bičem i talentom za krađe sa visokim ulogom. Ona je Betmenov protivnik sa kompleksnim osećanjem ljubavi i mržnje prema njemu. Vremenom se njen lik razvijao, a onda je prestao da se pojavljuje u periodu 1954-66. godine zbog sukoba sa kodeksom o razvoju i prikazivanju ženskih likova, koji je izdavačka kuća propisala 1954. godine.
Žena-mačka se kasnije pojavila u ostalim strip-serijalima izdavačke kuće kao protivnik ili partner drugih junaka, u alternativnim svetovima počinila je nekoliko ubistava i ginula, pa čak i postala majka. Posle devedesetih, Žena-mačka je pre antiheroina, otmeni provalnik, nego zlikovac.
Lik Žene-mačke pojavljuje se u crtanim filmovima, video igrama i u većini televizijskih i filmskih adaptacija Betmena: televizijske serije šezdesetih (Džuli Njumar (Julie Newmar) u prve dve sezone i Erta Kit u trećoj sezoni serije)  i filma (gde je ulogu tumačila glumica Li Meriveder (Lee Meriwether) iz 1966. godine, drugom delu filmskog serijala iz devedesetih (Mišel Fajfer u filmu Povratak Betmena iz 1992. godine), trećem delu Nolanovog serijala (En Hatavej u filmu Uspon Mračnog Viteza iz 2012. godine) i prvom delu novog serijala (Zoi Kravic u filmu Betmen iz 2022. godine).

## Oprema

### Oružje
Žena-mačka kao većina likova iz stripa koristi različito oružje, vozila i opremu, tematski prilagođenu „mačjem” nazivu, a kasnije joj omiljeno oružje postaje bič. Za upotrebu biča korisnik mora biti obučen, pa njeno oružje ne može biti oduzeto i upotrebljeno protiv nje, a tom slučaju ona se služi pištoljem. Žena-mačka se služi i ostalim sredstvima za sputavanje protivnika, kao i rolnama lepljive trake kojom vezuje svoje protivnike tokom provala. U borbi sa muškim protivnicima za sticanje prednosti koristi i svoju privlačnost.

### Kostim Žene-mačke
U svom prvom pojavljivanju Žena-mačka nije nosila kostim i nije bila prerušena. U sledećem pojavljivanju teatralno je ponela masku sa pravim mačjim likom za razliku od stilizovane maske u sledećim pojavljivanjima. Kasnije se pojavila u kostimu sa kapuljačom koja je imala uši i na kraju u zatvorenom kombinezonu, sa čizmama i maskom sa ušima i prorezima za oči.
U šezdesetim godinama prošlog veka njen kostim je bio zelene boje, tipično za prikazivanje zlikovaca tog doba. U devedesetim je nosila pripijen kombinezon ljubičaste boje, pre nego što se vratila u crni kombinezon od PVC-a (film Povratak Betmena). Autori stripa od tada naizmenično koriste ova dva kostima. Prema autoru Edu Brubejkeru (Ed Brubaker) kostim Žene-mačke inspirisan je legendarnim kombinezonom od crne kože, koji je nosila Ema Pil (Emma Peel), lik iz televizijske serije Osvetnici (The Avengers).
Mnoge verzije kostima uključuju uvlačive metalne kandže na njenim rukavicama i (ponekad) na vrhovima čizama. U retkim prilikama može se videti i njen rep.

## Spoljašnje veze
- Žena-mačka на веб-сајту  (језик: енглески)